# Niagara Falls, from the American side, 1867
Niagara Falls from the American Side, 1867, en el seu títol original en anglès, és una obra del pintor paisatgista estatunidenc Frederic Edwin Church, pertanyent a l'anomenada escola del Riu Hudson.

## Introducció
Al segle xix, diversos artistes nord-americans havien intentar representar la força i la bellesa de les Cascades del Niágara, considerades la meravella natural més important de l'Amèrica del Nord, superior a qualsevol fenomen natural d'Europa. Prèviament, Frederic E. Church havia realitzat esbossos i dues interessants pintures sobre paper, que li van servir com a preparació per al seu gran llenç Niàgara (1857), considerat la seva obra més important fins aquell moment.
Deu anys després, Church va retornar a aquest tema, si bé des d'una perspectiva molt diferent.

## Anàlisi de l'obra
Pintura a l'oli sobre llenç; any 1867; Signat: "F.E.Church 1867"
Els únics estudis d'aquesta vasta pintura són una petita fotografia de color sèpia, i una petita obra del propi Church, titulada At the Base of the American Falls, Niagara,1856. En aquesta composició de l'any 1867, Church elimina les passarel·les, tanques, barques i qualsevol dels altres elements que la indústria turística ja havia posat a aquest indret. Church col·loca l'espectador a la vora de la cascada, de cara a la Goat Island. Al fons es veuen les Horseshoe Falls, al costat canadenc. La plataforma petita i atrotinada de l'esquerra és una invenció de l'artista i les minúscules figures (possiblement el seu amic l'escultor Erastus Dow Palmer i la filla d'aquest, Madeleine) serveixen per emfatitzar l'aclaparadora potència de l'aigua.
Tot i que aquest llenç és superior en área a l'anterior Niàgara, és potser menys ambiciós, perquè dona una visió estàndard de les cascades, en lloc d'una perspectiva innovadora. Resulta particularment impressionant l'efecte de l'escuma i la boirina, tant al mig com a la base de les cascades estatunidenques, que tenen un paral·lel en la boirina de les cascades canadenques en la distància. En el primer pla hi ha representat un magnífic estudi de les roques, que Church representa amarades i centellejants per les gotes d'aigua. La part esquerra del primer pla està en una mitja ombra, però a la part dreta s'insinua la base d'un arc de Sant Martí, que contrasta amb el verd brillant de les algues que creixen a les roques. Com a l'anterior versió de Niàgara, el celatge és insignificant, a causa de l'horitzó molt alt. Cal remarcar que aquesta obra és la peça més important del paisatgisme de Frederic Edwin Church a Europa.